# Monswiller
Monswiller (deutsch Monsweiler) ist eine französische Gemeinde mit 1994 Einwohnern (Stand 1. Januar 2021) im Département Bas-Rhin in der Europäischen Gebietskörperschaft Elsass und in der Region Grand Est.

## Geografie
Der Ort liegt am Rhein-Marne-Kanal, drei Kilometer nordöstlich von Saverne.

## Bevölkerungsentwicklung
| Jahr                       | 1962 | 1968 | 1975 | 1982 | 1990 | 1999 | 2006 | 2013 | 2020 |
| Einwohner                  | 1454 | 1506 | 1760 | 1779 | 1757 | 1800 | 2076 | 2096 | 2013 |
| Quellen: Cassini und INSEE |      |      |      |      |      |      |      |      |      |

## Sehenswürdigkeiten
- Kirche Mariä Himmelfahrt
- Protestantische Kirche

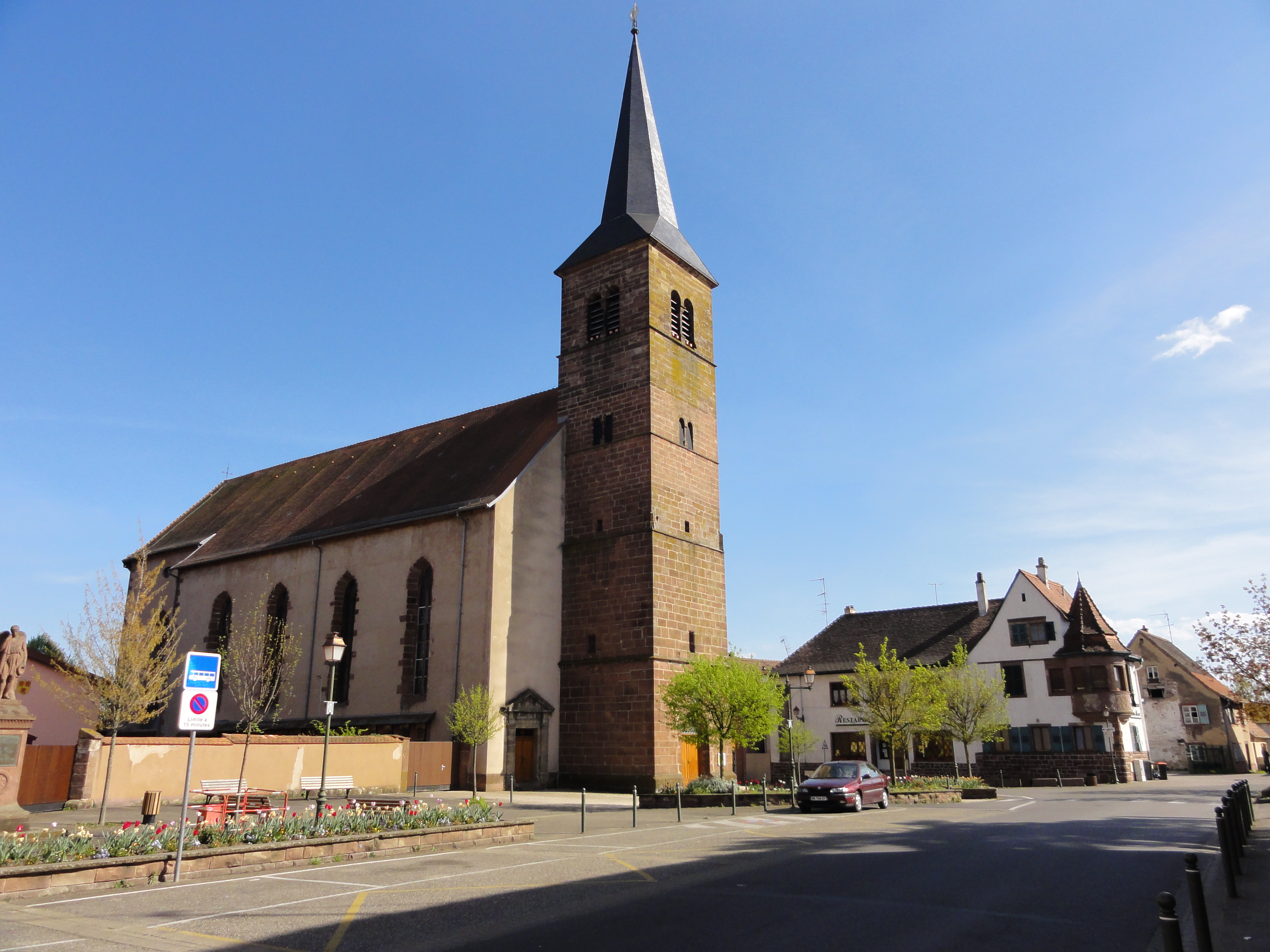
Kirche Mariä Himmelfahrt in Monswiller
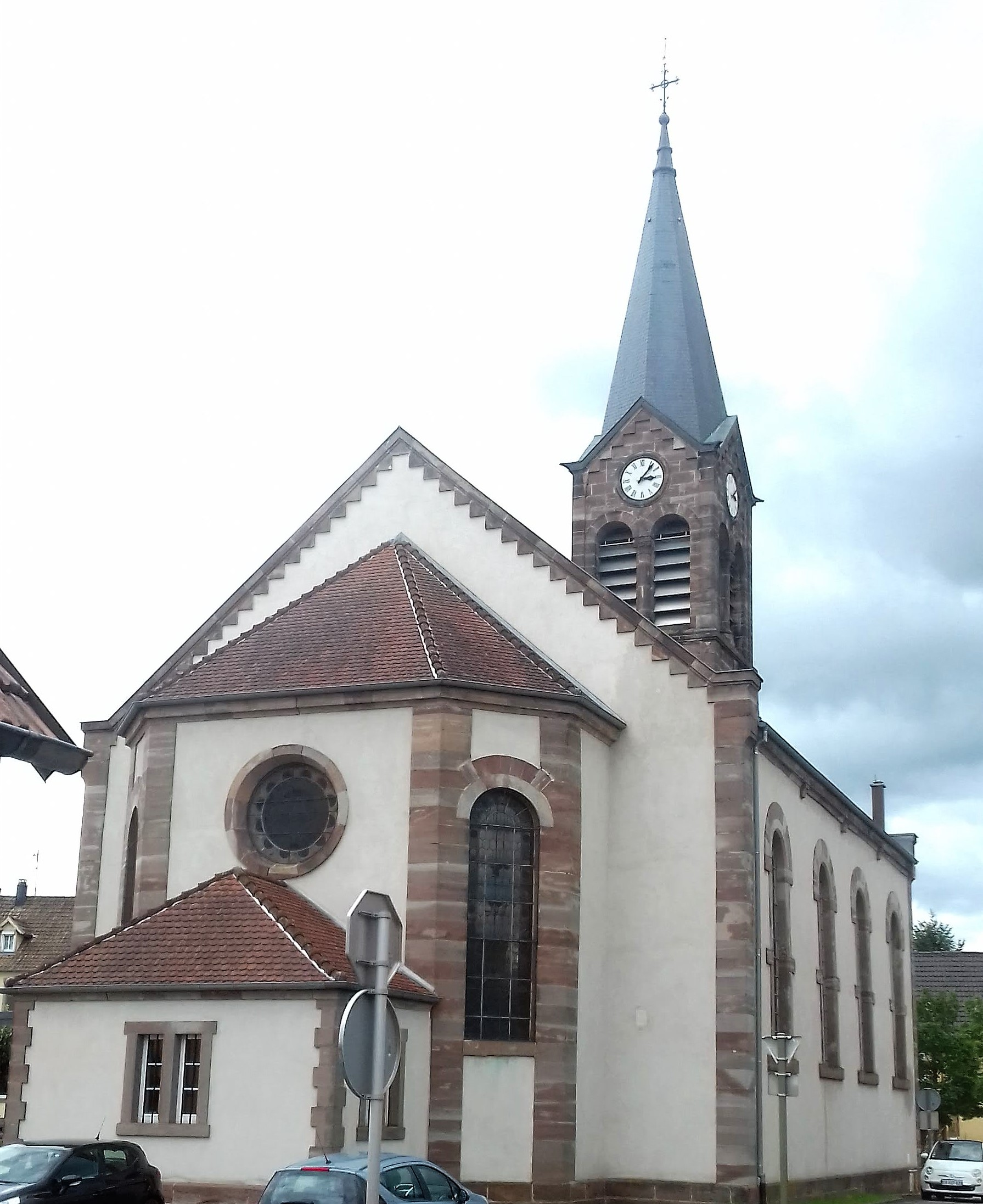
Protestantische Kirche